# Walter Frederick Gale
Walter Frederick Gale (Paddington, 27 novembre 1865 – Waverley, 1er juin 1945), est un astronome amateur australien, banquier de profession.

## Biographie
Gale est né à Paddington, Sydney, en Nouvelle-Galles du Sud. Il cultiva un fort intérêt pour l'astronomie et construisit son premier télescope en 1884.
Il découvrit un certain nombre de comètes, y compris la comète périodique perdue 34D/Gale. Il découvrit également quelques étoiles doubles. En 1892, il décrivit des oasis et des canaux sur Mars. Il reçut la Médaille Jackson-Gwilt de la Royal Astronomical Society en 1935 pour ses découvertes de comètes et son travail en astronomie en Nouvelle-Galles du Sud.
Un cratère sur Mars, le cratère Gale, a été nommé en son honneur. La NASA le choisit pour site d'atterrissage en 2012 pour son rover Curiosity.